# Eisenbahnviadukt Aubonne

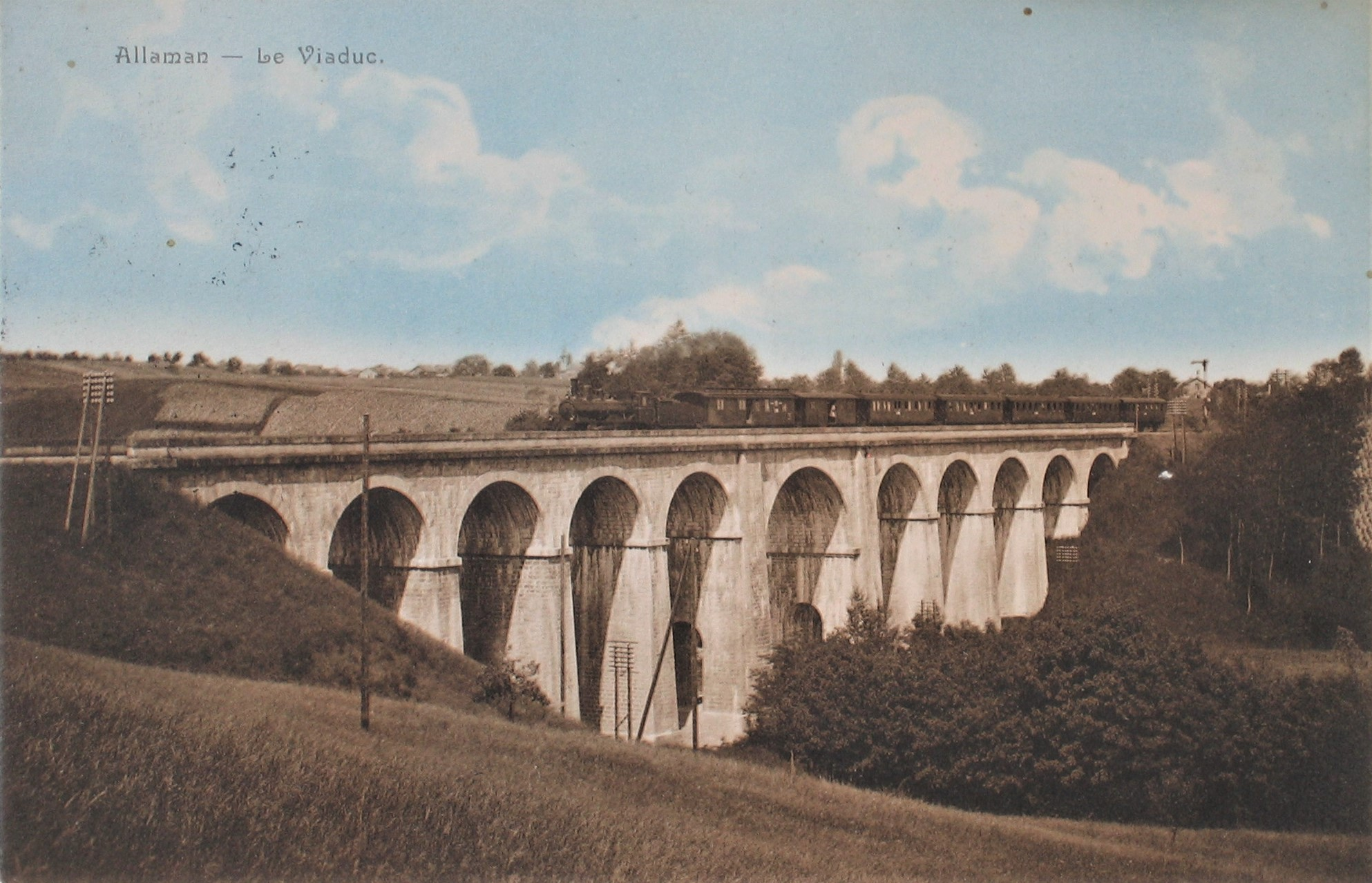
Eisenbahnviadukt Aubonne, Postkarte, um 1919 (Bildarchiv der ETH-Bibliothek)

Der Aubonne-Viadukt ist eine Eisenbahnbrücke im Gebiet der Gemeinden Allaman und Etoy im Distrikt Morges des Schweizer Kantons Waadt. Die Bahnstrecke am Genfersee wurde im Jahr 1858 eröffnet und 1868 auf Doppelspurbetrieb umgebaut.
Der Viadukt bildet eines der grössten Ingenieurbauwerke der Bahnstrecke Lausanne–Genf und war nach seiner Errichtung um 1857 eine bedeutende, oft abgebildete Sehenswürdigkeit in der Landschaft am Genfersee; die Wochenzeitschrift L’Illustration publizierte einen Stich mit dem im Bau befindlichen Viadukt; ein Bild des neuen Bauwerks machte der Fotograf Louis-Auguste Bisson 1860.
Die Brücke steht zwischen den Bahnhöfen von Allaman und Etoy und überspannt das breite Tal der Aubonne. Die Bahnlinie liegt auf der Geländeterrasse über dem Aubonne-Delta. Sie beschreibt zwischen den beiden Bahnhöfen einen weiten Bogen, der im Bereich der Brücke durch einen geraden Abschnitt unterbrochen ist, so dass die Konstruktion entlang einer Achse errichtet werden konnte. Nahe bei der Brücke überquert der Aubonne-Viadukt der Autobahn A1 das Flusstal.
Die Eisenbahnbrücke ist in der Mitte etwa 30 Meter hoch und ca. 120 Meter lang. Auf beiden Talseiten befinden sich die Widerlager auf den Böschungen der künstlich geschütteten Bahndämme. Die Brücke besteht aus Mauerwerk und weist 10 massive Pfeiler mit darüberliegenden Bögen auf. Die mittlere Hauptöffnung über dem Flussbett der Aubonne hat eine grössere lichte Weite als die übrigen Öffnungen auf dem Vorland, die zwei Pfeiler neben dem Fluss sind kräftiger ausgebildet als die übrigen und gehen über dem mittleren Bogen in einen gegenüber der gesamten Mauerflucht leicht vorspringenden Mittelrisaliten über. Durchlaufende Mauergesimse tragen gemauerte Brüstungen neben der Fahrbahn.
Die zweigleisige Brücke wird von Intercity-, InterRegio- und RegioExpresszügen der Schweizerischen Bundesbahnen, vom Eurocity Genf–Mailand und von den Linien 3 und 4 der S-Bahn Waadt befahren.
Beim westlichen Brückenkopf unterquert die Hauptstrasse Allaman–Aubonne die Bahnlinie in einem Tunnel durch den Bahndamm.
Auf der Südseite des Viadukts überspannt eine Bahnstromleitung das Aubonnetal.